# Вудбридж, Тимоти
Тимоти Вудбридж (англ. Timothy Woodbridge; 13 января 1656 года, Брадфорд, Уилтшир, Англия — 30 апреля 1732 года, Хартфорд, Колония Коннектикут) — священник, один из основателей Йельского университета.

## Биография
Родился в 1656 году в семье священника Джона Вудбридж и Мэрси Вудбридж. Окончил Гарвардский колледж. Более 50 лет был пастором первой Конгрегатской церкви в Хартфорде (Колония Коннектикут).

## Йельский университет

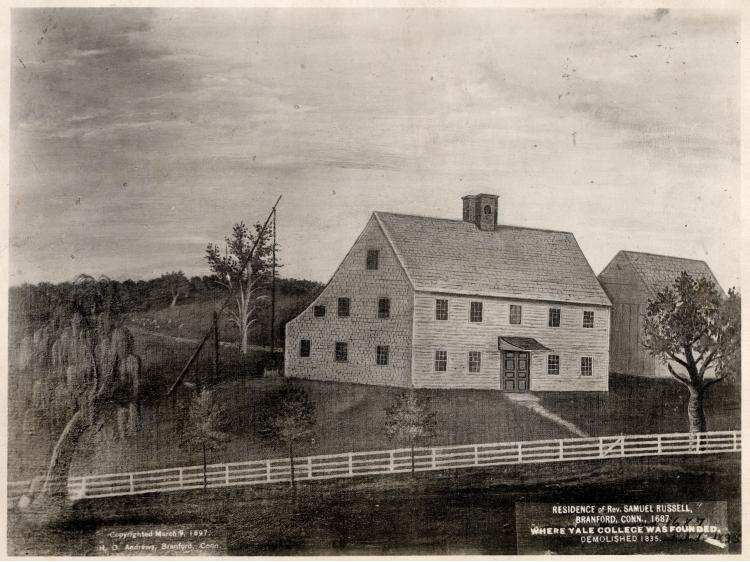
Дом священника Самуэля Рассела, где в 1700 году состоялась встреча 10 священников-основателей будущего Йельского университета

В 1700 году десять священников (все выпускники Гарвардского колледжа, разочаровавшиеся в образовании, полученном в колледже) собрались в Брэнфорде (Коннектикут), чтобы обсудить создание нового колледжа, который будет способен избежать ошибок, допущенных Гарвардом. В 1701 году, получив хартию от колониальной Генеральной Ассамблеи (выданную с целью обучать поколения «образцовых мужей»), они официально начали работу над созданием Коллегиальной школы, так тогда был назван будущий Йельский университет. Среди основателей будущего университета был и Тимоти Вудбридж.

## Интересные факты
В Йельском университет есть здание носящее имя Тимоти Вудбриджа — Вудбридж Холл, оно было построено в 1901 году. С этого времени Вудбридж Холл — это главное административное здание университете, в нем на 2 этаже располагается офис президента Йеля.